# Club de Fútbol Sóller
Maillots
Le Club de Fútbol Sóller (en langue française, Club de Football Sóller) est un club espagnol de football basé à Sóller (Île de Majorque, Îles Baléares, Espagne) et fondé en 1954. Le club présidé par Mme. Llucia Oliver évolue en Tercera División (équivalent Division 4).

## Histoire
La période la plus prolifique est celle des années 1980 et années 1990 lorsque le club se stabilise en Division (Tercera División). Le club connaît une montée en Division 3 (Segunda División B) en 1997, mais n'y joue qu'une seule saison.
Lors de la saison 2013-14, le club est champion de cinquième division (Regional Preferente) et joue la donc saison 2014-15 en Division 4 (Tercera División).

## Palmarès

### Saisons
- Saisons en Segunda División B (1) : 1997-98
- Saisons en Tercera División (28) : 1956 à 1961, 1979 à 1982, 1985 à 1997, 2000 à 2002, 2003 à 2007, 2012-13 et 2014-15
- Saisons en Regional Preferente et anciennes ligues régionales (44)

### Titres
- Champion des Îles Baléares (1) : 1947
- Champion de Tercera División (1) : 1996
- Champion de Regional Preferente (4) : 2000, 2003, 2012 et 2014
- Champion de Primera Regional (2) : 1947 et 1984
- Champion de Segona Regional (3) : 1944, 1963 et 1971
- Champion de Tercera Regional (1) : 1942
- Vice-champion de Regional Preferente (2) : 1979 et 1985

### Classification au championnat
- 1923-24: (NP)
- 1924-25: (NP)
- 1925-26: (NP)
- 1926-27: 2e Catégorie (2e)
- 1927-28: 1er Catégorie (2e)
- 1928-29: 2e Catégorie (4e)
- 1929-30: 2e Catégorie (3e)
- 1930-31: 2e Catégorie (3e)
- 1931-32: 3e Catégorie (1er)
- 1932-33: 2e Catégorie (2e)
- 1933-34: 2e Catégorie (3e)
- 1934-35: 2e Catégorie (3e)
- 1935-36: 3e Catégorie (2n)
- 1936-39: Guerre d'Espagne
- 1939-40: 3e Catégorie (3e)
- 1940-41: (NP)
- 1941-42: 3e Regional (1er)
- 1942-43: 2e Regional (6e)
- 1943-44: 2e Regional (1er)
- 1944-45: 1er Regional (4e)
- 1945-46: 1er Regional (2e)
- 1946-47: 1er Regional (1er)
- 1947-48: 1er Regional (5e)
- 1948-49: 1er Regional (11e)
- 1949-50: (NP)
- 1950-51: 3e Regional (8e)
- 1951-52: (NP)
- 1952-53: 3e Regional (3e)
- 1953-54: 3e Regional (6e)
- 1954-55: 1re Regional (5e)
- 1955-56: 1re Regional (2e)
- 1956-57: 3e División (14e)
- 1957-58: 3e División (14e)
- 1958-59: 3e División (12e)
- 1959-60: 3e División (6e)
- 1960-61: 3e División (15e)
- 1961-62: 1er Regional (2e)
- 1962-63: 2e Regional (1er)
- 1963-64: (NP)
- 1964-65: 1er Regional (4e)
- 1965-66: 1er Regional (4e)
- 1966-67: 1er Regional (10e)
- 1967-68: 2e Regional (2e)
- 1968-69: 2e Regional (4e)
- 1969-70: 2e Regional (3e)
- 1970-71: 2e Regional (1er)
- 1971-72: 1er Regional (5e)
- 1972-73: Reg. Preferente (18e)
- 1973-74: 1er Regional (10e)
- 1974-75: 1er Regional (2e)
- 1975-76: Reg. Preferente (13e)
- 1976-77: Reg. Preferente (8e)
- 1977-78: Reg. Preferente (3e)
- 1978-79: Reg. Preferente (2e)
- 1979-80: 3e División (14e)
- 1980-81: 3e División (11e)
- 1981-82: 3e División (20e)
- 1982-83: Reg. Preferente (18e)
- 1983-84: 1er Regional (1er)
- 1984-85: Reg. Preferente (2e)
- 1985-86: 3e División (13e)
- 1986-87: 3e División (19e)
- 1987-88: 3e División (9e)
- 1988-89: 3e División (14e)
- 1989-90: 3e División (16e)
- 1990-91: 3e División (11e)
- 1991-92: 3e División (8e)
- 1992-93: 3e División (10e)
- 1993-94: 3e División (7e)
- 1994-95: 3e División (3e)
- 1995-96: 3e División (1er)
- 1996-97: 3e División (3e)
- 1997-98: 2e División B (19e)
- 1998-99: Reg. Preferente (12e)
- 1999-00: Reg. Preferente (1er)
- 2000-01: 3e División (16e)
- 2001-02: 3e División (18e)
- 2002-03: Reg. Preferente (1er)
- 2003-04: 3e División (8e)
- 2004-05: 3e División (14e)
- 2005-06: 3e División (15e)
- 2006-07: 3e División (20e)
- 2007-08: Reg. Preferente (7e)
- 2008-09: Reg. Preferente (7e)
- 2009-10: Reg. Preferente (13e)
- 2010-11: Reg. Preferente (16e)
- 2011-12: Reg. Preferente (1er)
- 2012-13: 3e División (19e)
- 2013-14: Reg. Preferente (1er)
- 2014-15: 3e División (8e)

NP: il n'y a pas officiellement participé 

 - Démarre 

 - Rétrograde 

## Stade
Le club joue ses matches au Camp d'en Maiol, qui a une capacité de 1 500 spectateurs (et une tribune avec places assises). L'inauguration a lieu le 24 août 1923. Il possède une pelouse artificielle.

### L'encadrement technique
- Entraîneur :  Isidre Marin Ripoll
- Entraîneur adjoint :  Daniel García Hernández
- Préparateur physique :  Jaume Segura Miró
- Physiothérapeute :  Lluís Bernat Puigserver